# Broccoli
Broccoli (Brassica oleracea convar. botrytis var. italica) is een groente die verwant is aan bloemkool. Van broccoli worden de nog gesloten bloemknoppen gegeten (in sommige streken in Italië echter ook de bladeren), van bloemkool zijn dat de aanlegsels van de bloemknoppen (bloemknopprimordia). Van de groenten bevat broccoli de meeste glucosinolaten.
Het woord broccoli is het meervoud van het Italiaanse woord 'broccolo'. Broccolo betekent "de bloeiende top van een kool".

## Rassen
De rassen voor de professionele teelt zijn hybriderassen, die elkaar snel opvolgen. Voor de volkstuinder beschikbare rassen zijn:
- Ironman, een hybride ras voor zomer- en herfstteelt
- Parthenon, een hybride ras voor winterteelt
- Groene calabrese, een Italiaanse vorm met meerdere kleine knoppen
- Purple sprouting, paars

Van de rassen voor de professionele teelt wordt alleen de hoofdscherm geoogst. Bij deze rassen lopen de zijknoppen na de oogst nauwelijks meer uit, dit in tegenstelling tot de rassen voor de volkstuinder. Na de oogst van het hoofdscherm lopen de zijknoppen uit. Als deze geoogst worden dan lopen er weer nieuwe zijknoppen uit enzovoorts. De schermen worden telkens kleiner.

## Gebruik
Broccoli wordt meestal gekookt, rauw of gebakken gegeten. In sommige streken in Italië worden ook de bladeren gegeten.

## Voedingsstoffen
100 gram verse broccoli bevat:
- 125 kJ
- 2 g koolhydraten
- 3,3 g eiwit
- 105 mg calcium
- 1,3 mg ijzer
- 114 mg vitamine C
- 0,1 mg vitamine B1
- 0,21 mg vitamine B2
- 0,12 mg caroteen

## Gezondheid
Broccoli draagt bij aan het lichaam via een relatief hoge concentratie vezels, bèta-caroteen, calcium en vitamine C, aangezien deze voedingsstoffen belangrijke functies binnen het lichaam ondersteunen, zoals de spijsvertering, celreparatie en celbescherming.
Verder hebben onderzoekers aan de Universiteit van Californië - Berkeley ontdekt dat bepaalde bestanddelen van broccoli (indolen, glucosinolaten) het lichaam tegen kanker lijken te verdedigen. Ook zou broccoli tegen UV-licht beschermen, waarschijnlijk door de stof sulforafaan.
Deze indolen worden in de maag afgebroken en omgezet tot het bestanddeel 3,3-diindolylmethaan (DIM). DIM lijkt kanker een halt toe te roepen. DIM zou ook zorgen voor een verhoogde aanmaak van een bepaald eiwit dat kankercellen doodt en voor een verminderde aanmaak van een ander eiwit, waarvan kankercellen juist een verhoogde concentratie nodig hebben om te overleven. Een Brits onderzoek toont vermindering van risico op prostaatkanker met 400 gram broccoli per week in vergelijking met een controlegroep met 400 gram erwtjes. Onderzoekers van de universiteit van Warwick toonden aan dat koken of diepvriezen de gunstige werking met driekwart kan verminderen, terwijl bij wokken, stomen of bereiding in de magnetron de werkzame stoffen worden behouden. De gunstige invloed van broccoli ter voorkoming van prostaatkanker was al eerder aangetoond.
Onderzoek toont ook een versterking van het immuunsysteem door het bestanddeel di-indolylmethaan in broccoli.

## Ziekten en aantastingen
Buiten Noord-Holland is knolvoet (Plasmodiophora brassicae) de belangrijkste ziekte. Aantastingen door rupsen van onder andere het groot koolwitje, klein koolwitje, koolbladroller, kooluil en koolmot komen veelvuldig voor. Daarnaast is er aantasting door de koolvlieg en de koolgalmug.

## Fotogalerij

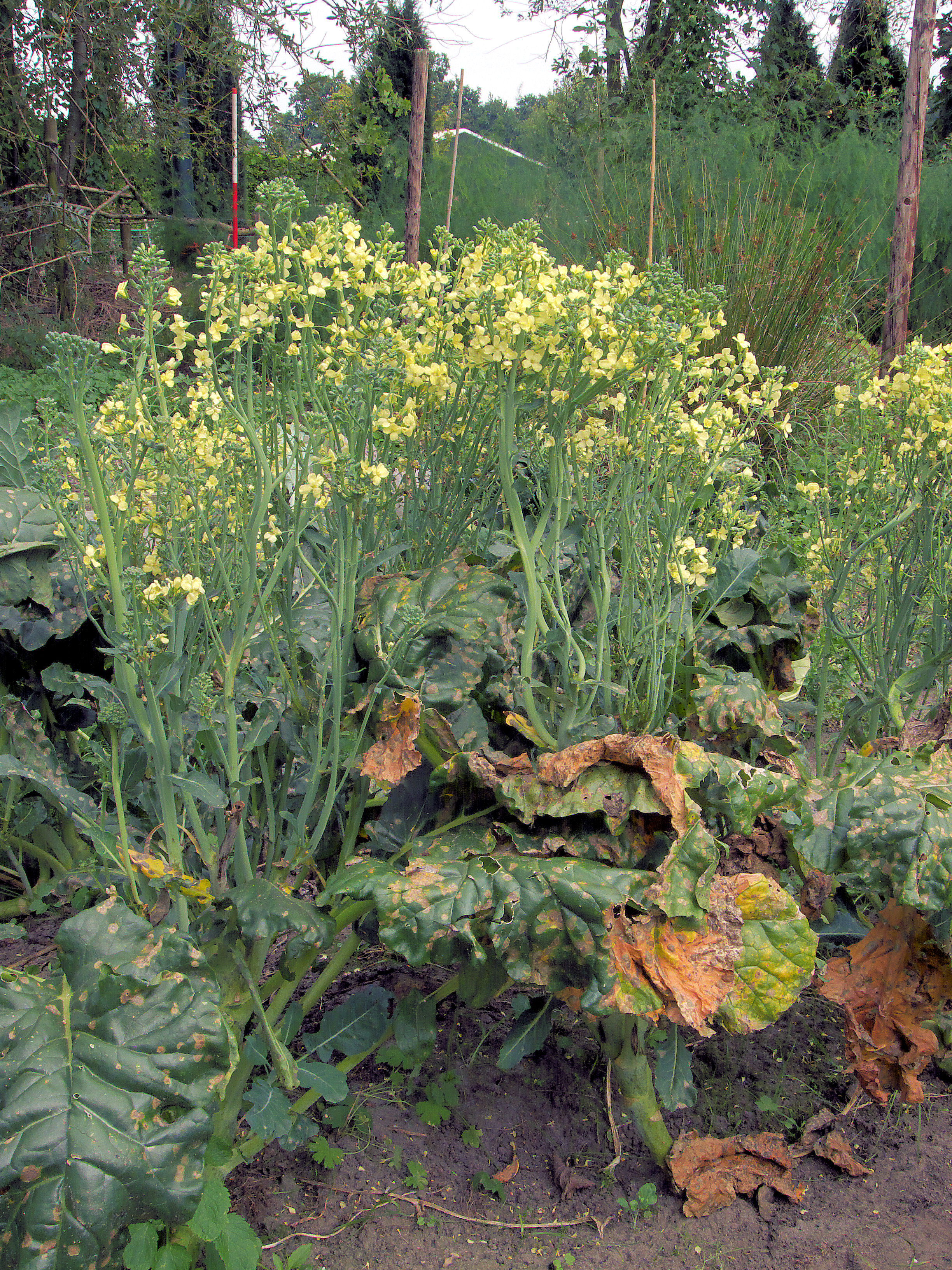
Bloeiende broccoli
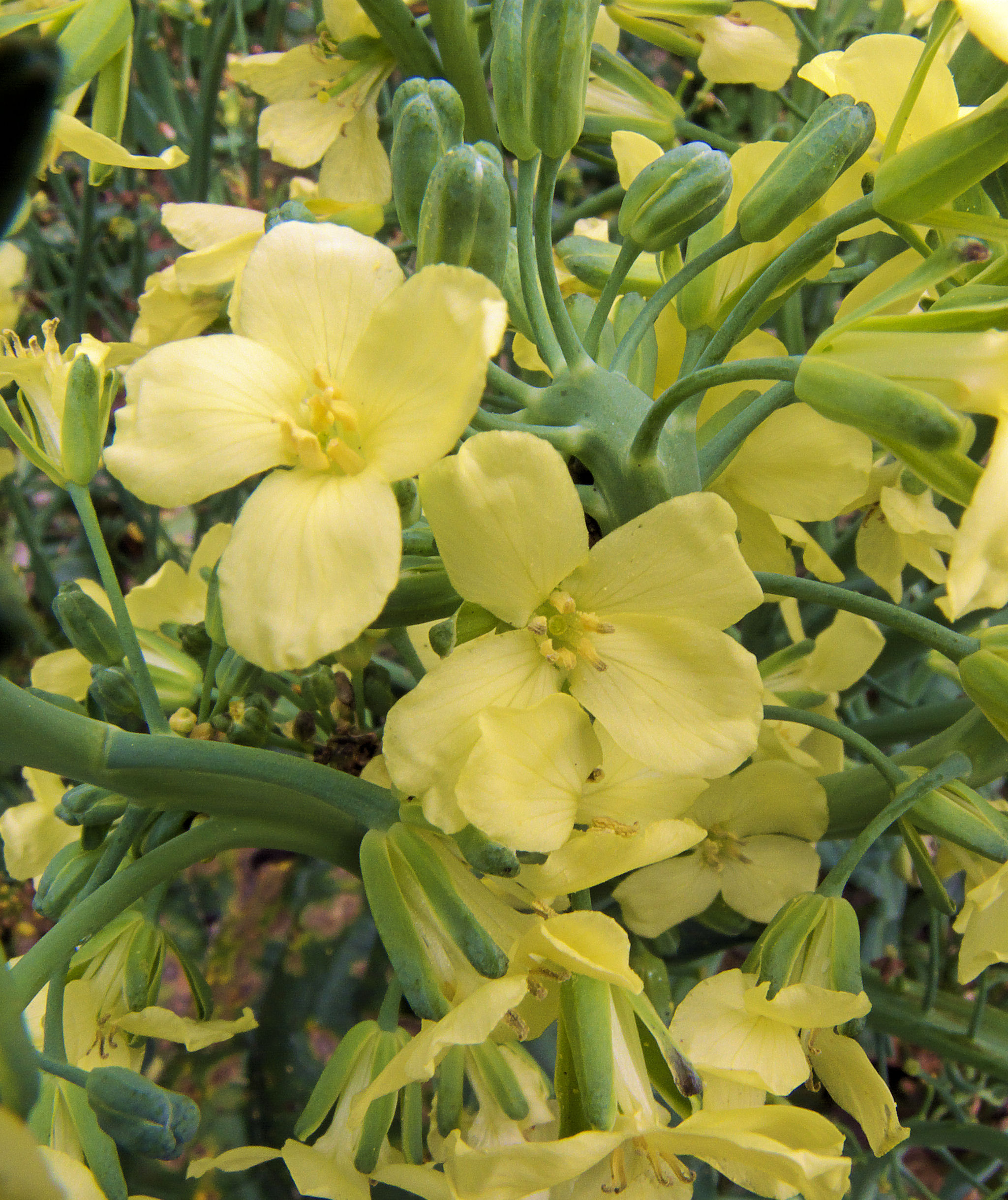
Bloemen van broccoli
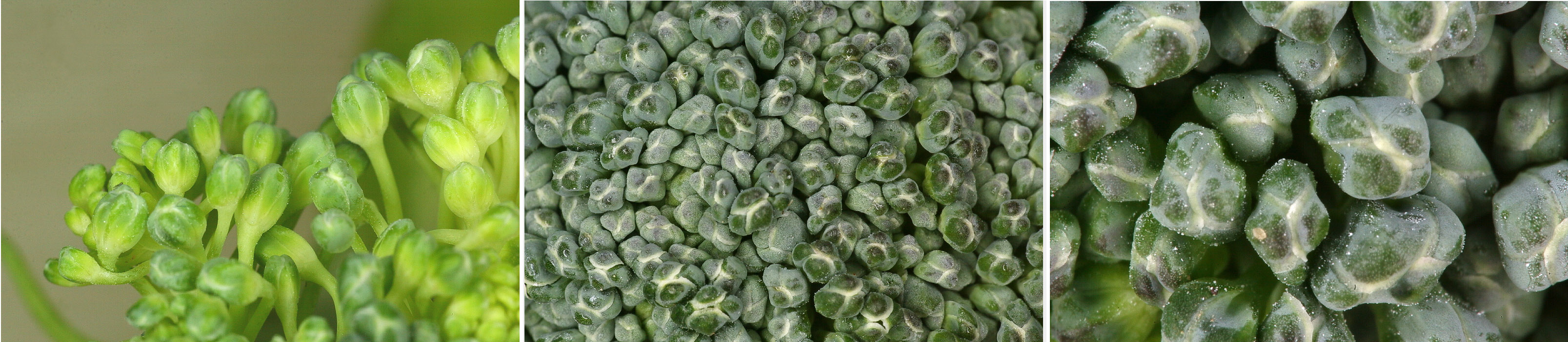
Bloemknoppen
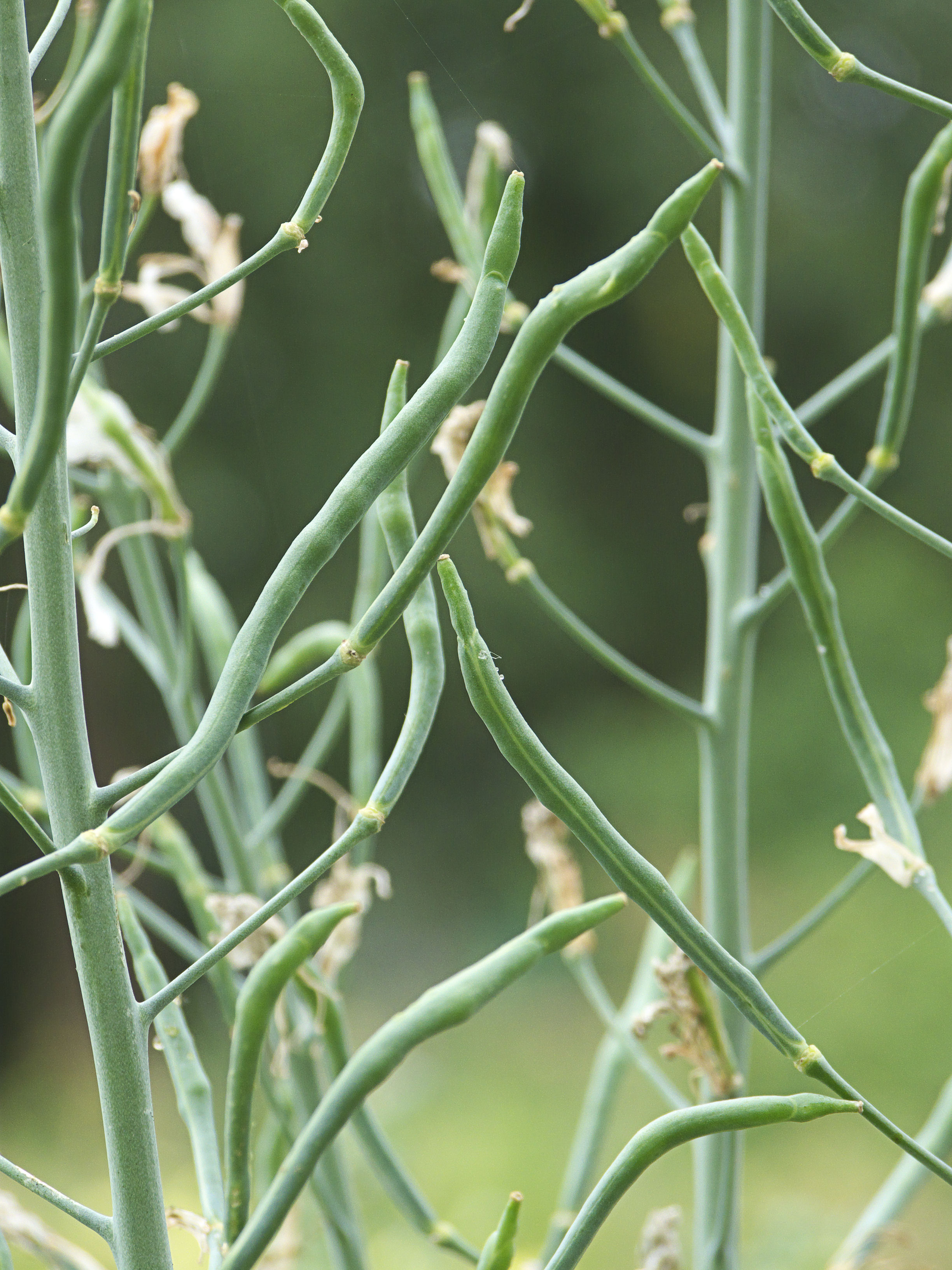
Hauwen met snavels

... · 
B. campestris (Raapstelen) · 
B. carinata (Ethiopische mosterd, Abessijnse mosterd of Abessijnse kool) · 
B. juncea (Sareptamosterd) · 
B. napobrassica (Koolraap) · 

B. napus (Koolzaad) · 
B. napus subsp. napus (Duizendkoppige kool) · 

B. nigra (Zwarte mosterd) · 

B. oleracea (Kool) · 
B. oleracea var. acephala (Sierkool) · 
B. oleracea convar. acephala alef. var. gongylodes (Koolrabi) · 
B. oleracea convar. acephala var. laciniata (Boerenkool) · 
B. oleracea convar. acephala var. medullosa (Duizendkoppige kool) · 
B. oleracea var. alboglabra (Kailan of Chinese broccoli) · 
B. oleracea var. medullosa (Mergkool) · 
B. oleracea var. botrytis (Bloemkool) · 
B. oleracea convar. botrytis var. botrytis (Romanesco) · 
B. oleracea convar. botrytis var. cymosa (Broccoli) · 
B. oleracea var. capitata (Sluitkool) · 
B. oleracea convar. capitata var. alba (Wittekool) · 
B. oleracea convar. capitata var. rubra (Rodekool) · 
B. oleracea convar. capitata var. sabauda (Savooiekool) · 
B. oleracea var. costata (Tronchuda-kool) ·  
B. oleracea convar. oleracea var. gemmifera (Spruitkool) · 
B. oleracea var. oleracea (Wilde kool) · 
B. oleracea var. palmifolia (Palmkool) ·
B. oleracea var. viridis (Galicische kool) ·  

B. rapa (Raapzaad, Knolraap) · 
B. rapa var. chinensis (Paksoi) · 
B. rapa var. pekinensis (Chinese kool) · 
B. rapa var. rapa (Stoppelknol) · 
...